# Notoclinops segmentatus
Notoclinops segmentatus es una especie de pez de la familia Tripterygiidae en el orden de los Perciformes.

## Morfología
• Los machos pueden llegar alcanzar los 4,4 cm de longitud total.

## Reproducción
Los machos  son territoriales durante la época de reproducción y protegen los huevos.

## Alimentación
Come pequeños crustáceos, como anfípodos y copépodos.

## Hábitat
Es un pez de mar y de clima subtropical y demersal que vive entre 0-40 m de profundidad.

## Distribución geográfica
Se encuentran en Nueva Zelanda.

## Costumbres
Elimina los parásitos de peces más grandes.

## Observaciones
Es inofensivo para los humanos.